# ビロードカワウソ
ビロードカワウソ（Lutrogale perspicillata）は、哺乳綱食肉目イタチ科ビロードカワウソ属に分類される食肉類。本種のみでビロードカワウソ属を構成する。

## 分布
イラク、インド、インドネシア（ジャワ島、スマトラ島、ボルネオ島）、カンボジア、タイ王国、中華人民共和国南西部、パキスタン、バングラデシュ、ブルネイ、ベトナム、マレーシア、ミャンマー、ラオス
模式産地はスマトラ島。イラクには隔離分布する。

## 形態
頭胴長（体長）65 - 79センチメートル。体重7 - 11キログラム。尾は側扁するが、外縁はわずかに扁平。尾の断面は三角形。頬や喉は白っぽいか、灰色。
眼窩は大型。鼻孔周辺の皮膚の裸出部分（鼻鏡）の上縁は平坦か、中央部で凸状になる。

## 分類
以下の亜種の分類は、Hwang & Lariviere (2005) に従う。
Lutrogale perspicillata perspicillata (Geoffroy, 1826)
インド・ネパールから雲南省・インドネシア（ジャワ島、スマトラ島、ボルネオ島）にかけて
Lutrogale perspicillata maxwelli Hayman, 1957
イラク南部
体色は暗褐色や黒。
Lutrogale perspicillata sindica Pocock, 1940
パキスタン。模式産地はシンド州。

## 生態
湖沼、マングローブなどに生息し、海洋に生息する事もある。
主に魚類を食べるが、昆虫、ヘビ、小型哺乳類などを食べることもある。
繁殖様式は胎生。10-12月に交尾を行う。妊娠期間は60 - 63日。インドやネパールでは10月から翌2月に出産する。1回に1 - 5頭の幼獣を産む。生後10日で開眼する。生後1年で成獣と同程度の大きさまで成長し、生後2 - 3年で性成熟する。

## 人間との関係
ダム建設や干拓による生息地の破壊、工業廃水や農薬による水質汚染、狩猟などにより生息数は減少している。1977年にカワウソ亜科単位でワシントン条約附属書IIに、2019年にワシントン条約附属書Iに掲載されている。